# Franck Surdez
Franck Surdez (5 mei 2002) is een Zwitsers voetballer die sinds januari 2024 uitkomt voor KAA Gent.

## Carrière
Surdez maakte op 13 september 2020 zijn officiële debuut in het eerste elftal van Neuchâtel Xamax in de bekerwedstrijd tegen SC Kriens (1-4-verlies). Op 1 december 2020 maakte hij zijn debuut in de Challenge League: in de 0-1-nederlaag tegen FC Stade Lausanne-Ouchy liet trainer Stéphane Henchoz hem een minuut voor tijd invallen. In zijn debuutseizoen bij de eerste ploeg kwam Surdez niet verder dan zeven invalbeurten, waarvan zes in de competitie. Ook het seizoen 2021/22 begon Surdez als invaller: na elf invalbeurten op de competitie kreeg hij pas op 18 februari 2022 zijn eerste basisplaats in de Challenge League. Pas in het seizoen 2023/24 groeide hij uit tot een vaste waarde bij de club uit Neuchâtel. Surdez maakte dat seizoen evenwel niet uit bij de tweevoudige Zwitserse kampioen, want in januari 2024 verhuisde hij naar de Belgische eersteklasser KAA Gent, waar hij een contract tot medio 2027 ondertekende.
1 Nardi ·
2 Mitrović ·
3 Brown ·
4 Watanabe ·
5 Kandouss ·
6 Gandelman ·
7 Hong ·
8 Gerkens ·
9 Sonko ·
10 Omgba ·
11 Cuypers ·
12 Gambor ·
13 De Sart ·
14 Vanzeir‎ ·
16 Schmidt ·
17 Hjulsager ·
18 Samoise ·
19 Surdez ·
21 Agbor ·
22 Fadiga ·
23 Torunarigha ·
24 Kums  ·
25 Fortuna ·
26 Fortin ·
28 Fernandez Pardo ·
29 Depoitre ·
30 De Schrevel ·
33 Roef ·
Coach: Vrancken
· Assistent-coach: Balette
· Assistent-coach: Milićević
· Keeperstrainer: Vandendriessche